# Менет
Менет (или Менојт или Менојтије) је у грчкој митологији, према Аполодору, био Плутов (односно Хадов) пастир, задужен за његове волове.

## Етимологија
Име Менетије значи „онај који прскоси судбини“.

## Митологија
Био је Кеутонимов син и дух или демон Подземља. Херакле, када је пристигао на острво страшног џина Гериона, убио је чуваре његових говеда; двоглавог пса Ортра и пастира Еуритиона. Менет је тада чувао Хадова говеда у близини и видео је овај покољ, те сместа обавестио Гериона. Касније, када је Херакле сишао у Подземље, Менет га је изазвао на рвање, али је изгубио и Херакле му је поломио ребра. Међутим, пустио га је на Персефонин захтев. Према неким изворима, овај јунак је био поистовећен са два џина; Герионом и Антајем, као и са титаном Менетијем. Према Роберу Гревсу, Менетово присуство у два Хераклова подвига, десетом и дванаестом (крађа Герионових говеда и посета паклу) указују да је десето дело варијанта дванаестог, односно да су та два подвига помешана. У прилог томе говори и да је у одговарајућем велском миту име Менетовог оца изостављено, а он је по свој прилици био бог Бран, Форонеј или Хрон, што се поклапа са десетим подвигом. Занимљиво је да се имена Менета и његовог оца Кеутонима појављују и у миту о Патроклу, додуше у измењеним облицима. Менетије је био Патроклов отац, а Клитоним човек кога је дечак Патрокло убио у наступу беса, због чега су отац и син морали да побегну одатле краљу Пелеју. Иако приче јесу повезане, тешко је повезати демона Подземља са Патрокловим оцем. Могуће је да је Хадова стока у причи првобитно била код његовог храма у Теспротији, домовини Патрокловог оца.

## Друге личности
- Према Овидијевим „Метаморфозама“, човек из Ликије кога је у тројанском рату убио Ахил.[5]
- Био је кормилар на Гијантовој галији, Енејин пратилац, кога је у Италији убио Турно. Њега је поменуо Вергилије у „Енејиди“.[4]
- Менет је био човек који је препознао Едипа по ожиљцима на нози и глежњевима, јер их је видео када је Едип био мали.[4]
- Био је гласник у току тројанског рата кога је Пријам послао Агамемнону како би замолио примирје док се не сахране (спале) погинули.[6]
- Тројанац кога је у току тројанског рата убио Теукро.[7]
- Био је један од Тебанаца који су Тидеју спремили заседу пред поход седморице против Тебе и као и све учеснике овог подухвата, Тидеј га је убио.[4]
- Чувар и саветник Аргије, Полиникове супруге.[4]